# 최경록 (뮤지컬 배우)
최경록(1991년 6월 1일 ~)은 대한민국의 뮤지컬 배우다. 2018년 뮤지컬 '바람과 함께 사라지다'로 데뷔했다.

## 방송
- 팬텀싱어 1 (2016) - Top20(18위)

## 공연
- 바람과 함께 사라지다 (2018)
- 스프링 어웨이크닝 (2021)

## 음반
- 팬텀싱어 Episode 3 (2016)
- 팬텀싱어 Episode 6 (2017)